# Чаппанда
Чаппанда́ (якут. Чаппанда) — село в Нюрбинском районе Республики Саха (Якутия) России. Административный центр Чаппандинского наслега.

## География
Село находится в западной части Якутии, в пределах восточной части Верхневилюйского плато, на восточном берегу озера Чаппанда, на расстоянии примерно 17 км (по прямой) к северо-востоку от города Нюрба, административного центра района. Абсолютная высота — 115 м над уровнем моря.
Климат
Климат характеризуется как резко континентальный, с продолжительной морозной зимой и жарким летом. Абсолютный минимум температуры воздуха самого холодного месяца (января) составляет −61 °C; абсолютный максимум самого тёплого месяца (июля) — 40 °C. Среднегодовое количество атмосферных осадков составляет 260—280 мм. Снежный покров держится в течение 210—225 дней в году.
Часовой пояс
Село Чаппанда находится в часовой зоне МСК+6. Смещение применяемого времени относительно UTC составляет +9:00.

## Население
| 2002 | 2010 | 2021 |
| ---- | ---- | ---- |
| 998  | ↘873 | ↘778 |

Половой состав
По данным Всероссийской переписи населения 2010 года, в гендерной структуре населения мужчины составляли 48 %, женщины — соответственно 52 %.
Национальный состав
Согласно результатам переписи 2002 года, в национальной структуре населения якуты составляли 99 % из 998 чел.

## Улицы
| - ул. Аммосова, - ул. Бестяхская, - ул. Ворошилова, - пер. Кирова, - ул. Кирова - ул. Кыым, | - ул. Лесная, - ул. Молодёжная, - пер. Молодёжный, - ул. Н.Е. Гуляева, - ул. Озёрная, - ул. Ойунского, | - ул. Октябрьская, - пер. Октябрьский, - ул. Олом, - ул. Омолдонская, - пер. Омолдонский, - ул. Салтаны, | - ул. Скобелева, - ул. Степанова, - пер. Фёдорова, - ул. Фёдорова, - пер. Чусовского, - ул. Чусовского. |

## Инфраструктура
В селе действуют средняя общеобразовательная школа, детский сад, участковая больница, культурный центр, библиотека, церковь, музей литературы и фольклора.